# 帕魯姆湖
53°47′44″N 12°6′35″E / 53.79556°N 12.10972°E

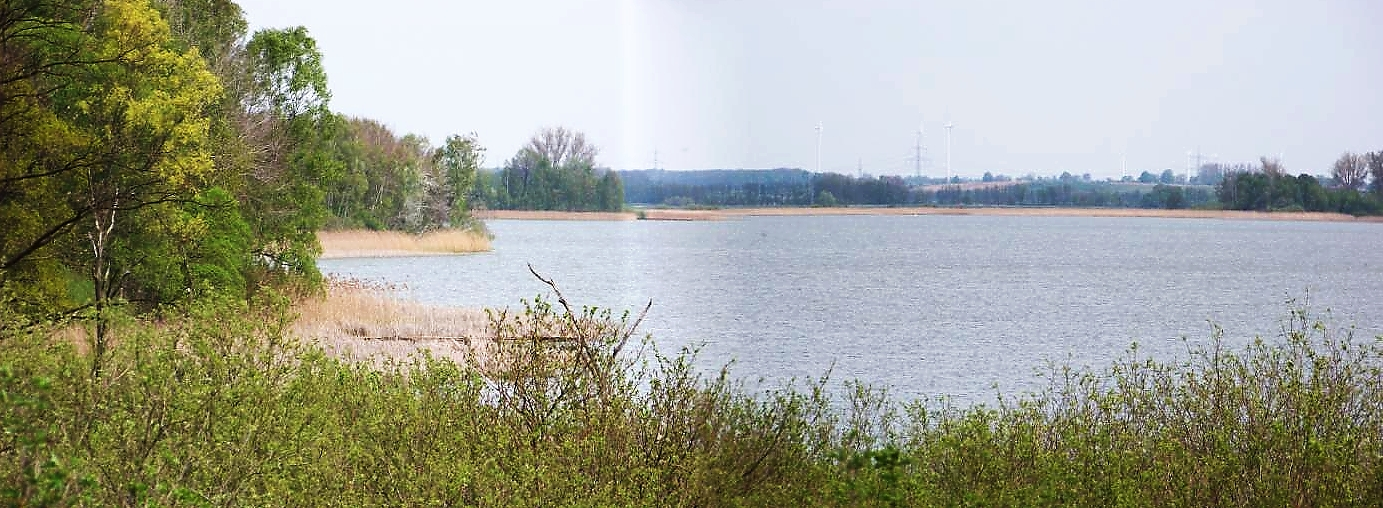

帕魯姆湖（德語：Parumer See），是德國的湖泊，位於該國東北部梅克倫堡-前波美拉尼亞州，由居爾措-普呂岑負責管轄，長3.5公里、寬1公里，面積2.1平方公里，海拔高度3.6米，平均水深1.9米，最大水深2.8米，水體容量399萬立方米，湖岸線長度9公里。